# Célestin-Henri Joussard
Célestin-Henri Joussard OMI (* 2. Oktober 1851 in Saint-Michel-de-Saint-Geoirs, Frankreich; † 20. September 1932 in McLennan, Alberta, Kanada) war ein französischer Ordensgeistlicher und römisch-katholischer Koadjutorvikar von Grouard.

## Leben
Célestin-Henri Joussard trat der Ordensgemeinschaft der Oblaten der Unbefleckten Jungfrau Maria bei und legte am 8. Dezember 1876 die Profess ab. Joussard empfing am 21. April 1880 das Sakrament der Priesterweihe. 
Am 11. Mai 1909 ernannte ihn Papst Pius X. zum Titularbischof von Arcadiopolis in Asia und zum Koadjutorvikar von Athabasca (später Grouard). Der Generalobere der Oblaten, Erzbischof Augustin Dontenwill OMI, spendete ihm am 5. September desselben Jahres die Bischofsweihe; Mitkonsekratoren waren der Apostolische Vikar von Athabasca, Émile Grouard OMI, und der Bischof von Victoria, Alexander MacDonald.
Célestin-Henri Joussard trat am 18. April 1929 als Koadjutorvikar von Grouard zurück.